# Прибич
Прибич (також Прибіч; Смолярське) — озеро у Шацькому районі Волинської області України. Максимальна глибина — 5 метрів. Площа водного дзеркала, за різними даними, коливається від 26 до 33 га.
Озеро розміщене на відстані 0,5 км на захід від Смолярів-Світязьких Шацького району Волинської області. Розташоване в басейні Прип'яті на водорозділі між Західним Бугом і Прип'яттю, прилягаючи безпосередньо до колись заболоченого масиву між Голядином і Смолярями-Світязькими, який був осушений у 1984—1986 роках в результаті будівництва Верхньо-Прип'ятської осушувальної системи. Одночасно в заплаві Західного Бугу на відстані 2,5 км від озера була побудована Адамчуцька осушувальна система.
У результаті негативних процесів озеро Прибич на сьогодні майже по всьому периметру оточене лісом та майже втратило свою рекреаційну цінність. Площа його зменшилась до 26 га (історична площа 39 га), рівень води значно знизився. Водне дзеркало і прибережна смуга почали інтенсивно заростати водною і болотною рослинністю. Берегова лінія перемістилася в бік озера, на окремих ділянках до 60 м, а максимальний шар води в озері не перевищує 1,0 м. Порівняно з 1984 роком відбулося значне зменшення контурності та обсягів притоку ґрунтових вод до озера з одночасним значним збільшенням контурності та градієнтів розвантаження вод з озера.
Сьогодні прихідна частина балансу озера складається з атмосферних опадів, поверхневого стоку та ґрунтового потоку до північного берега, витратна — за рахунок випаровування та витоку ґрунтових вод у південно-західному та південно-східному напрямках.